# ملعب مالاتا البلدي
ملعب سالتو ديل كابايو هو ملعب متعدد الاستخدامات يقع في فيرول، إسبانيا، وهو الملعب الرئيسي لنادي راسينغ فيرول.
وقد استخدم راسينغ دي فيرول ثلاثة ملاعب رئيسية على مر السنين، بدءا من كامبو دي فوتبول إنفرنينو والذي استمروا في استخدامه حتى الانتقال إلى استاد مانويل ريفيرا في عام 1954.